# Joe Ingles
Joseph Howart Ingles, detto Joe (Adelaide, 2 ottobre 1987), è un cestista australiano con cittadinanza britannica dei Minnesota Timberwolves.
È soprannominato "Jingles".

## Caratteristiche tecniche
Ala piccola versatile, buon rimbalzista e dotato di buona visione. Ottimo tiratore da tre punti.

## Carriera

### South Dragons (2006-2009)
Il 17 marzo 2006 è diventato il primo giocatore a firmare con i South Dragons di Melbourne, ex-squadra che militava nella National Basketball League (NBL), la lega massima di pallacanestro australiana. È un'ala ma la sua versatilità e la sua abilità nel maneggiare la palla gli permettono di giocare benissimo come guardia tiratrice.
Ingles ha giocato alle superiori con il rookie dell'anno NBL del 2005 Brad Newley, entrambi membri della nazionale australiana di pallacanestro.
Ha frequentato per due anni l'Australian Institute of Sport, per poi unirsi ai South Dragons dopo il diploma, per prepararsi alla stagione 2006-07 in NBL
Nella sua prima partita con i South Dragons, "Jingles", allora diciottenne, entra nella storia dell'NBL essendo il primo australiano per punti segnati nella partita di debutto, 29 punti, 11 su 15 dal campo.
La sua eccellente prima stagione NBL gli fa guadagnare il meritato titolo di rookie dell'anno NBL del 2007.
Ingles è ritenuto essere un potenziale futuro NBA, ed è stato anche seguito dai Los Angeles Lakers.
Nel 2008 fa il suo debutto alle Olimpiadi, dove apparentemente portato per far esperienza, è stato prevalentemente in panchina.
Nell'ultima partita dell'Australia, una sconfitta contro gli Stati Uniti per 116-85, Joe ha giocato tutto l'ultimo quarto, segnando 11 punti (100% dal campo) fra i quali una schiacciata, conquistando 2 rimbalzi e mostrando le sue doti di passatore.

### Europa (2009-2014)
Il 30 giugno 2009 i Golden State Warriors annunciano che Ingles sarà presente nel loro roster nella NBA Summer League di Las Vegas, dove Joe giocherà anche l'anno successivo, ma senza mai venire confermato nel roster dai gialloblù.
Il 15 novembre 2010, dopo due stagioni con il CB Granada (ACB) è stato scelto per sostituire l'infortunato Gianluca Basile dal Barcellona, con un contratto di tre anni.
Nel giugno del 2013 ha annunciato di non voler ri-firmare con il Barcellona per la stagione 2013-14.
Il 24 luglio 2013 ha firmato il contratto per un anno con il Maccabi Tel Aviv.
Già dopo le prime due partite dei Mondiali FIBA 2014 finisce nei radar NBA, specialmente dei Philadelphia 76ers, il cui coach Brett Brown aveva già allenato la nazionale australiana.

### NBA (2014-)

#### Utah Jazz (2014-2022)
Il 29 settembre 2014, dopo delle ottime prestazioni con l'Australia al Mondiale 2014, firmò con i Los Angeles Clippers. Tuttavia i Clippers, dopo sole 5 partite di preseason, decisero di rinunciare al giocatore australiano tagliandolo per fare spazio a Jared Cunningham (anche se la scelta fu più dovuta al fatto che Cunningham andava tenuto per l'infortunio accorso al playmaker titolare dei losangelini Chris Paul). Due giorni dopo diventò un giocatore degli Utah Jazz ritrovando in squadra il connazionale Danté Exum.

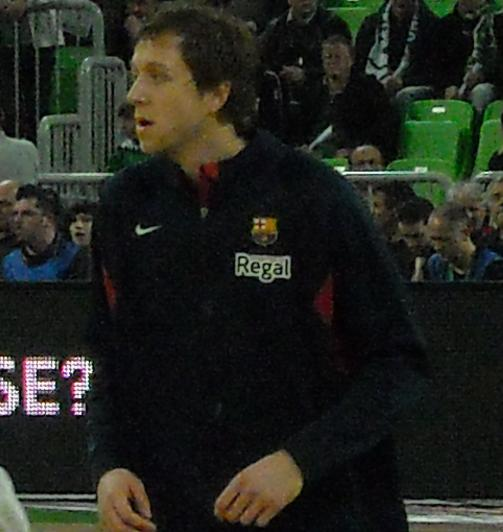
Ingles in riscaldamento con il Barcellona

Fece il suo debutto in NBA con la squadra di Salt Lake City il 29 ottobre 2014, giocando 4 minuti nella sconfitta contro gli Houston Rockets. Nella partita seguente segnò i suoi primi 2 punti contro i Dallas Mavericks. Il 23 marzo segnò il suo season-high di 18 punti che non bastano ai Jazz che uscirono sconfitti dalla sfida contro i Minnesota Timberwolves. Il 10 luglio 2015 firmò con i Jazz un nuovo contratto. Il 26 dicembre 2015, segnò il proprio season-high di 14 punti contro i Los Angeles Clippers. Migliorò il season-high il 17 marzo 2016 siglando 15 punti con un career-high di 6 rubate nella vittoria per 103–69 contro i Phoenix Suns.
Il 14 novembre 2016 segnò il suo nuovo career-high (20 punti) nella gara persa in casa col punteggio di 102–96 contro i Memphis Grizzlies. Migliora ulteriormente il proprio career-high di punti l'8 dicembre 2016, mettendo a referto 21 punti con 5 triple messe a segno. Il 27 dicembre 2016, Ingles fu autore di 13 punti e della tripla della vittoria con 21,6 secondi rimasti da giocare, nella sfida vinta in trasferta per 102–100 contro Los Angeles Lakers. Il 16 Febbraio 2017 segnò 18 punti, conditi anche da 4 assist, 4 palle rubate, 4 rimbalzi e 1 stoppata nella gara stravinta in casa per 111-88 contro i Portland Trail Blazers in cui Ingles partì titolare nel ruolo di guardia. La stagione della squadra di Salt Lake City fu ottima in quanto la squadra tornò dopo 4 anni a giocare i playoffs arrivando quinta a ovest con un record di 51 vittorie e 31 sconfitte. Ingles in stagione giocò tutte le 82 partite della squadra, tenendo un'ottima media punti (7,1) e dimostrandosi un ottimo rubapalloni (1,2 rubate di media) oltre che tiratore da 3 punti, tanto che a inizio stagione risultò essere uno dei migliori tiratori da tre dell'intera NBA, tanto che a fine anno concluse col 44,1% da 3 punti. Nei playoffs invece partì titolare fisso nel ruolo di guardia e al primo turno i Jazz affrontarono i Los Angeles Clippers, la squadra che lo tagliò nel 2014. Nella serie Ingles si rivelò molto importante in ambedue le metacampo, in quanto in difesa limitò notevolmente J.J. Redick, mentre in attacco si rivelò molto importante per il gioco della squadra, iniziando spesso l'azione e arrivando anche a mettere a referto 11 assist (oltre che 8 punti e 6 rimbalzi) in gara-4 che i Jazz vinsero per 105-98 a Salt Lake City. La serie venne vinta in trasferta a gara-7 dai Jazz che passarono così alle semifinali di Conference; tuttavia i Jazz vennero sconfitti nella serie per 4-0 dai Golden State Warriors futuri vincitori.

#### Minnesota Timberwolves (2024-oggi)
Il 3 luglio 2024 firma un contratto annuale da 3.303.771 dollari per i Minnesota Timberwolves squadra che aveva cercato l’australiano già nella precedente estate.
A Minnesota ritrova Mike Conley e Rudy Gobert, suoi compagni di squadra negli Utah Jazz di Donovan Mitchell e coach Quin Snyder, che sono stati per due anni squadra di vertice della Western Conference tra 2021 e 2022. Oltre che guardia tiratrice, l'australiano ha un ruolo importante nello spogliatoio come esperto veterano in una squadra giovane, capeggiata dalla giovane stella Anthony Edwards. Inizia la stagione NBA 2024-25 come 9º giocatore più vecchio della lega. Il 17 Novembre dopo 48 minuti di panchina sulla partita ferma al 117-117, Ingles entra in campo a due secondi dalla fine per battere la rimessa decisiva facendo l’assist della vittoria per  Julius Randle .

## Statistiche

### NBA

#### Regular Season
| Anno      | Squadra            | PG  | PT  | MP   | TC%  | 3P%  | TL%  | RP  | AP  | PRP | SP  | PP   |
| --------- | ------------------ | --- | --- | ---- | ---- | ---- | ---- | --- | --- | --- | --- | ---- |
| 2014-2015 | Utah Jazz          | 79  | 32  | 21,2 | 35,6 | 35,6 | 75,0 | 2,2 | 2,3 | 0,9 | 0,1 | 5,0  |
| 2015-2016 | Utah Jazz          | 81  | 2   | 15,3 | 38,6 | 38,6 | 72,2 | 1,9 | 1,2 | 0,7 | 0,0 | 4,2  |
| 2016-2017 | Utah Jazz          | 82  | 26  | 24,0 | 45,2 | 44,1 | 73,5 | 3,2 | 2,7 | 1,2 | 0,1 | 7,1  |
| 2017-2018 | Utah Jazz          | 82  | 81  | 31,4 | 46,7 | 44,0 | 79,5 | 4,2 | 4,8 | 1,1 | 0,2 | 11,5 |
| 2018-2019 | Utah Jazz          | 82  | 82  | 31,3 | 44,8 | 39,1 | 70,7 | 4,0 | 5,7 | 1,2 | 0,2 | 12,1 |
| 2019-2020 | Utah Jazz          | 72  | 45  | 29,7 | 44,5 | 39,9 | 78,7 | 3,9 | 5,2 | 0,9 | 0,2 | 9,8  |
| 2020-2021 | Utah Jazz          | 67  | 30  | 27,9 | 48,9 | 45,1 | 84,4 | 3,6 | 4,7 | 0,7 | 0,2 | 12,1 |
| 2021-2022 | Utah Jazz          | 45  | 15  | 24,9 | 40,4 | 34,7 | 77,3 | 2,9 | 3,5 | 0,5 | 0,1 | 7,2  |
| 2022-2023 | Milwaukee Bucks    | 46  | 0   | 22,7 | 43,5 | 40,9 | 85,7 | 2,8 | 3,3 | 0,7 | 0,1 | 6,9  |
| 2023-2024 | Orlando Magic      | 68  | 0   | 17,2 | 43,6 | 43,5 | 82,4 | 2,1 | 3,0 | 0,6 | 0,1 | 4,4  |
| 2024-2025 | Minnesota T'wolves | 19  | 1   | 6,0  | 26,1 | 20,0 | -    | 0,6 | 1,2 | 0,1 | 0,0 | 0,8  |
| Carriera  | Carriera           | 723 | 314 | 24,2 | 44,7 | 40,9 | 77,4 | 3,0 | 3,6 | 0,9 | 0,1 | 7,9  |

#### Play-off
| Anno     | Squadra         | PG | PT | MP   | TC%  | 3P%  | TL%  | RP  | AP  | PRP | SP  | PP   |
| -------- | --------------- | -- | -- | ---- | ---- | ---- | ---- | --- | --- | --- | --- | ---- |
| 2017     | Utah Jazz       | 11 | 11 | 30,4 | 40,3 | 36,6 | 66,7 | 3,7 | 3,3 | 2,0 | 0,5 | 6,5  |
| 2018     | Utah Jazz       | 11 | 11 | 34,7 | 47,1 | 45,5 | 64,7 | 4,4 | 3,4 | 0,5 | 0,2 | 14,5 |
| 2019     | Utah Jazz       | 5  | 5  | 30,2 | 32,4 | 27,6 | -    | 4,8 | 5,0 | 2,2 | 0,0 | 6,4  |
| 2020     | Utah Jazz       | 7  | 7  | 33,4 | 40,7 | 35,0 | 100  | 3,4 | 4,7 | 0,6 | 0,1 | 9,1  |
| 2021     | Utah Jazz       | 11 | 6  | 27,8 | 49,4 | 41,4 | 76,9 | 3,1 | 3,5 | 0,6 | 0,0 | 10,2 |
| 2023     | Milwaukee Bucks | 5  | 0  | 17,8 | 52,2 | 50,0 | -    | 1,2 | 2,0 | 0,6 | 0,2 | 6,8  |
| 2024     | Orlando Magic   | 7  | 0  | 9,7  | 33,3 | 28,6 | 50,0 | 1,9 | 1,7 | 0,4 | 0,0 | 1,6  |
| Carriera | Carriera        | 57 | 40 | 27,4 | 44,1 | 39,7 | 72,3 | 3,3 | 3,4 | 1,0 | 0,2 | 8,5  |

#### Massimi in carriera
- Massimo di punti: 34 vs Washington Wizards (18 marzo 2021)[12]
- Massimo di rimbalzi: 12 (2 volte)
- Massimo di assist: 14 (2 volte)
- Massimo di palle rubate: 6 vs Phoenix Suns (17 marzo 2016)
- Massimo di stoppate: 3 vs Los Angeles Clippers (27 febbraio 2019)
- Massimo di minuti giocati: 46 vs Oklahoma City Thunder (22 febbraio 2019)

### Eurolega
| Anno       | Squadra          | PG | PT | MP   | TC%  | 3P%  | TL%  | RP  | AP  | PRP | SP  | PP  |
| ---------- | ---------------- | -- | -- | ---- | ---- | ---- | ---- | --- | --- | --- | --- | --- |
| 2010-2011  | Barcellona       | 15 | 4  | 15,7 | 46,2 | 23,3 | 72,7 | 1,1 | 1,1 | 0,8 | 0,1 | 5,0 |
| 2011-2012  | Barcellona       | 21 | 2  | 13,3 | 37,5 | 23,1 | 80,0 | 1,7 | 1,4 | 0,6 | 0,0 | 4,3 |
| 2012-2013  | Barcellona       | 29 | 16 | 20,1 | 44,2 | 39,4 | 78,6 | 2,1 | 1,1 | 0,4 | 0,1 | 6,0 |
| 2013-2014† | Maccabi Tel Aviv | 30 | 13 | 22,9 | 47,6 | 41,7 | 69,7 | 3,0 | 2,9 | 0,8 | 0,1 | 6,4 |
| Carriera   | Carriera         | 95 | 35 | 18,8 | 44,3 | 34,9 | 75,5 | 2,2 | 1,7 | 0,6 | 0,1 | 5,6 |

## Palmarès
- Campionato spagnolo: 2

Barcellona: 2010-2011, 2011-2012
- Campionato israeliano: 1

Maccabi Tel Aviv: 2013-2014
- Copa del Rey: 2

Barcellona: 2011, 2013
- Liga catalana: 2

Barcellona: 2011, 2012
- Coppa di Israele: 1

Maccabi Tel Aviv: 2013-2014
- Supercoppa spagnola: 1

Barcellona: 2011
- Coppa di Lega israeliana: 1

Maccabi Tel Aviv: 2013
- Eurolega: 1

Maccabi Tel Aviv: 2013-2014
- Olimpiadi
 Tokyo 2020